# Hans Hopf (Sänger)
Hans Hopf (* 2. August 1916 in Nürnberg; † 25. Juni 1993 in München) war ein deutscher Opernsänger im Fach des Heldentenors.

## Leben
Er studierte bei Paul Bender in München und bei Ragnvald Bjärne in Oslo und debütierte 1936 an der Bayerischen Landesbühne als Pinkerton in Madama Butterfly. Von 1939 bis 1942 gehörte er als lyrischer Tenor zum Ensemble der Augsburger Bühnen und ging dann nach Dresden, wo er den Fachwechsel zum Heldentenor vollzog. 1946–1949 gehörte er der Staatsoper Berlin, anschließend der Bayerischen Staatsoper an und gab jährlich auch eine Anzahl von Vorstellungen an der Wiener Staatsoper.
Ab 1951 trat er regelmäßig in Bayreuth auf, wo er bei der Wiedereröffnung der Bayreuther Festspiele den Tenorpart in der neunten Symphonie Ludwig van Beethovens sang. 1952 gab er sein Debüt an der Metropolitan Opera. Auch die Mailänder Scala, Covent Garden und andere große Bühnen luden den Wagner-Tenor ein. Dabei ist etwas in Vergessenheit geraten, dass Hans Hopf auch ein herausragender deutscher Vertreter des italienischen Repertoires war.
Ab 1950 war er durch einen Gastvertrag mit der Deutschen Oper am Rhein (Düsseldorf/Duisburg) eng verbunden, wo er insbesondere immer wieder mit Astrid Varnay in den großen Wagner-Partien auftrat. Bei den Salzburger Festspielen 1954 sang er den Max im Freischütz. Hopf glänzte vor allem als Tannhäuser (Tannhäuser und der Sängerkrieg auf Wartburg), Siegfried (Der Ring des Nibelungen) und Tristan (Tristan und Isolde) und galt – ausgestattet mit dem notwendigen baritonalen Fundament und schlank erstrahlender tenoraler Höhe sowie einem anscheinend mühelosen Durchhaltevermögen – als einer der „letzten“ echten deutschen Wagnertenöre. Unter Mitwirkung von Hopf wurden zahlreiche Schallplatten produziert.
Nach seinem Bühnenabschied zum Goldenen Bühnenjubiläum (1988) war er in München als Pädagoge tätig. Sein Enkel Dominique Hopf ist ebenfalls Sänger.
Die Grabstätte von Hans Hopf befindet sich in Steinebach (Wörthsee), Friedhof Buchteil.

## Ehrungen
- 1983: Verdienstkreuz 1. Klasse der Bundesrepublik Deutschland

## Hörbeispiele
- Richard Wagner, Meistersinger, II. Aufzug: „Ja ihr seid es, nein du bist es“ (Orchester der Bayreuther Festspiele, Herbert von Karajan, 1951; MP3, 854 kB)
- Richard Wagner, Rienzi, V. Akt: „Allmächt'ger Vater, blick herab“ (Wiener Symphoniker, Rudolf Moralt, 1956; Youtube-Video)

## Interviews
- Dacapo, Hans Hopf im Gespräch mit August Everding, Mainz: 3Sat, 19. September 1987.

## Schüler
- Kenneth Garrison
- Hans-Josef Kasper